# Wolfgang Cziesla
Wolfgang Cziesla (* 3. Februar 1955 in Essen/Ruhr) ist ein deutscher Schriftsteller und Literaturwissenschaftler.

## Leben
Wolfgang Cziesla studierte Germanistik, Anglistik und Kunstwissenschaft in Tübingen, Essen und Bangor (Wales). 1988 wurde er im Fach Vergleichende Literaturwissenschaft mit der Dissertation Aktaion polyprágmon – Variationen eines antiken Themas in der europäischen Renaissance promoviert, einer motivgeschichtlichen Forschung zum antiken Jäger Aktaion (Bildmotiv: Diana im Bade) und der Umwertung der Neugier im Übergang vom Mittelalter zur frühen Neuzeit. Er unterrichtete in den Fächern Allgemeine und Vergleichende Literaturwissenschaft und Romanistik an den Universitäten Essen, Bochum und Köln sowie von 1984 bis 1987 Germanistik in Pisa und als DAAD-Lektor und Gastprofessor in Santiago de Chile (1990–1995) und in Fortaleza (Brasilien) (1998–2003).
1986 veröffentlichte er seine erste längere Prosaarbeit „Visitatio“, die der Steidl Verlag (Göttingen) als eine „manieristische Kriminalgeschichte“ bezeichnete. Auf diese mehr experimentelle Arbeit folgte 1992 in einer Kleinauflage in Santiago de Chile eine Fortsetzung unter dem Titel „Anomalie“. Bedingt durch die langjährige Auslandserfahrung in Südamerika änderten sich Stil und Thematik. Der Brasilien-Roman „Die Austauschstudentin“ erschien 2004 in einem Kölner Kleinverlag. Ein Jahr später wurde dort auch der Roman „Kaffeetrinken in Cabutima“ veröffentlicht, der in einer anonymisierten Form Czieslas Chile-Erfahrungen unmittelbar nach der Pinochet-Diktatur verarbeitet. Er reiste durch Afrika, Asien, Polynesien, Nord-, Mittel- und Südamerika. Zurzeit lebt er im Ruhrgebiet.
Neben seiner Arbeit an einem Work in Progress hat Cziesla Erzählungen und Essays in Literaturzeitschriften wie Sinn und Form  Sinn und Form oder Mein heimliches Auge veröffentlicht. Für das Online-Portal Literaturport Literaturport verfasste er im Kulturhauptstadt-Jahr 2010 eine „Literatour“ auf den Spuren jüngerer Musikgeschichte durch seine Heimatstadt Essen. Cziesla schreibt regelmäßig Buch- und Konzertkritiken für den Blog revierpassagen.de und rezensiert Neuerscheinungen aus den Programmen unabhängiger Verlage für den Blog der Hotlist.
Cziesla ist Mitglied der Deutschen Friedensgesellschaft – Vereinigte KriegsdienstgegnerInnen (DFG-VK); er hat das Konvivialistische Manifest unterzeichnet und unterstützt die Kampagne zur Einrichtung eines Weltparlaments als Gremium der Vereinten Nationen, UNPA.
Nach mehreren Jahren in der Erwachsenenbildung ist er seit 2019 am Filmmuseum Düsseldorf Filmmuseum Düsseldorf tätig. Im September 2022 erhielt er für die Arbeit an seinem Roman „Staffellauf“ ein Arbeitsstipendium im Künstlerhaus Lukas Ahrenshoop, gefördert durch das Land Mecklenburg-Vorpommern.

## Auszeichnungen/Stipendien
- 1995: Ehrenmedaille der Universidad Metropolitana, Santiago de Chile
- Mai–Oktober 2004: Arbeitsstipendium der Kunststiftung NRW als Autor
- Mai–September 2005: Stipendium der Stiftung Künstlerdorf Schöppingen
- August–November 2017: ausgewählt für das Atelier NRW[11]
- Juli–August 2019 und August 2021: Writer in Residence, Franz-Edelmaier-Residenz für Literatur und Menschenrechte, Meran; eine Einrichtung der SGEMKO (Schweizerische Gesellschaft für die Europäische Menschenrechtskonvention)[12]
- September 2022: Arbeitsstipendium im Künstlerhaus Lukas Ahrenshoop, gefördert durch das Land Mecklenburg-Vorpommern[13]

## Werke
- Oskar Panizza. Das Werk als ein unaufgeräumter Kriegsschauplatz. Oskar Panizzas Einzelkampf gegen eine übermächtige Ordnung. Ein Traktat. Philosophische Dissertation Essen 1983.
- Visitatio. (Roman), Steidl-Verlag, Göttingen 1986.
- Aktaion polyprágmon – Variationen eines antiken Themas in der europäischen Renaissance (Dissertation), Peter Lang, Frankfurt a. M. / Bern / New York / Paris  1989.
- Anomalie. (Roman), Santiago de Chile 1992.
- Die Austauschstudentin. (Roman), Firwitz Verlag, Köln 2004.
- Kaffeetrinken in Cabutima. (Roman), Firwitz Verlag, Köln 2005.

Als Herausgeber
- Vergleichende Literaturbetrachtungen – 11 Beiträge zu Lateinamerika und dem deutschsprachigen Europa, Hg. gemeinsam mit Michael von Engelhardt, iudicium-Verlag, München 1995.
- El cóndor pasa. Unterwegs mit reisenden Scholaren. Festschrift für H.A. Glaser, Hg. gemeinsam mit Rita Glaser, Peter Lang, Frankfurt a. M. Berlin / Bern / New York / Paris / Wien 1995.
- 40 Jahre Deutsches Kulturhaus in Ceará – 40 anos Casa de Cultura Alemã no Ceará. Zweisprachig Port.-Dt., Hg. gemeinsam mit Tito Lívio Cruz Romão, Editora UFC, Fortaleza, Brasilien, 2003.